# 풋볼 리그 3부
풋볼 리그 3부(Football League Third Division)는 1920년에서 1921년 그리고 1958년에서 1992년까지 풋볼리그의 세번째 단계였으며, 1992년 프리미어리그가 출범 후에는 4번째 위치를 차지하였다. 2004년에 EFL 리그 투가 되었다.

## 같이 보기
- 풋볼 리그
- 풋볼 리그 1부
- 풋볼 리그 2부
- 풋볼 리그 4부